# Hilmar Clausen
Hilmar Clausen, född 4 april 1888 i Frederiksberg, död 10 augusti 1951, var en dansk skådespelare. 
Clausen scendebuterade 1908 på Frederiksberg Morskabsteater. Som ung skådespelare medverkade han i Emil Wulffs Sommerrevy 1909 på Tivoli, varefter han blev engagerad vid Casino och senare Nørrebros teater och Bonbonnieren. 1914-16 var han tillsammans med Holger Rasmussen teaterchef på Casino. 1916 övertog han ledningen av Tivolis Sommerteater. Han filmdebuterade 1908.

## Filmografi (urval)
- 1915 - Uniformens magt
- 1914 - Flyverspionen
- 1910 – Massösens offer